# Björn Hedvall
Björn Folke Hedvall, född 10 augusti 1889 i Gävle, död 30 januari 1982 i Västerleds församling, Stockholm var en svensk arkitekt.
Hedvall kallade sig själv "biografspecialist" och gestaltade ett 20-tal biografer i Stockholm under 1930- och 1940-talen. Han var son till Gustaf Fredrik Hedvall samt bror till Eivor Fisher och Yngve Hedvall.

## Liv och verk

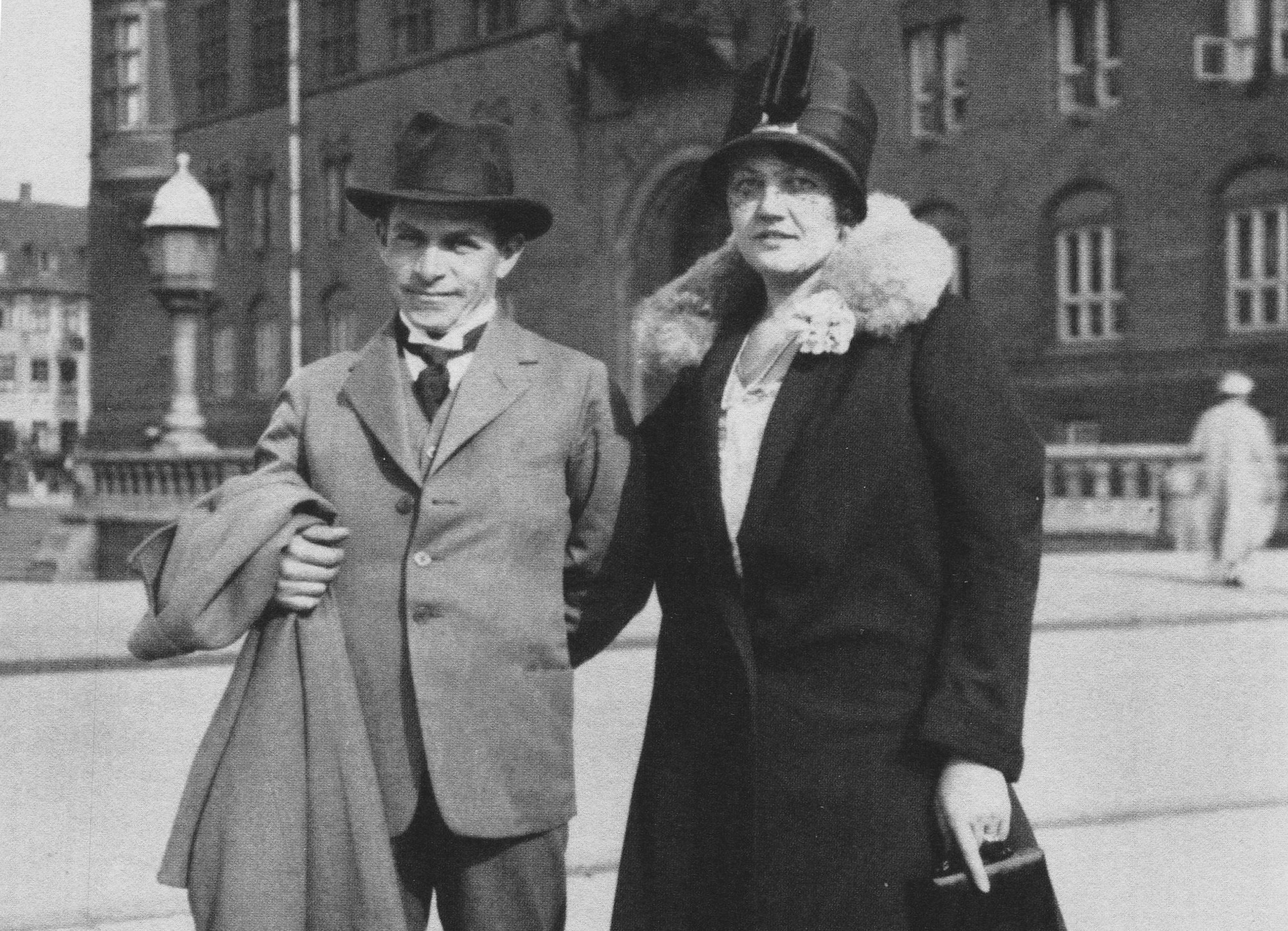
Björn och Elna Hedvall 1926.

Hedvall växte upp i Gävle och utbildade sig vid Kungliga Tekniska högskolan (KTH) 1913–1916 och vid Konstakademien 1918–1920. Parallellt med studierna arbetade han på Gustav Lindéns arkitektkontor.
Björn Hedvall hade anställningar hos Osvald Almqvist och Aron Johansson. Han hade egen arkitektverksamhet från 1921, och var arkitekt på Byggnadsstyrelsen 1925 och chefsarkitekt på Marinförvaltningen 1939–1943. Han var en skicklig tjugotalsklassicist, tidig funktionalist, framstående bostadsarkitekt med mera, med stor verksamhet, främst i Stockholm, men även i Linköping, Eskilstuna, Karlstad med flera städer. Han ritade mer än 30 hus på Stockholms malmar. Han umgicks med många konstnärer och var styrelseledamot i Konstnärsklubben.
Den 13 maj 1920 gifte sig Hedvall med Elna Kulle (1893–1981) i Engelbrektskyrkan. Han hade träffat henne först på Tekniska skolan och senare på Konstakademien där hon hade utbildat sig till skulptris. 1922 fick Hedvall ett stipendium och gjorde en studieresa till Italien och Frankrike. Han startade ett eget arkitektkontor 1921, kallat "Hedvalls ritsalonger", i vilket han var verksam upp i hög ålder. Hedvall är begravd på Norra begravningsplatsen utanför Stockholm.

## Hedvalls arkitektur

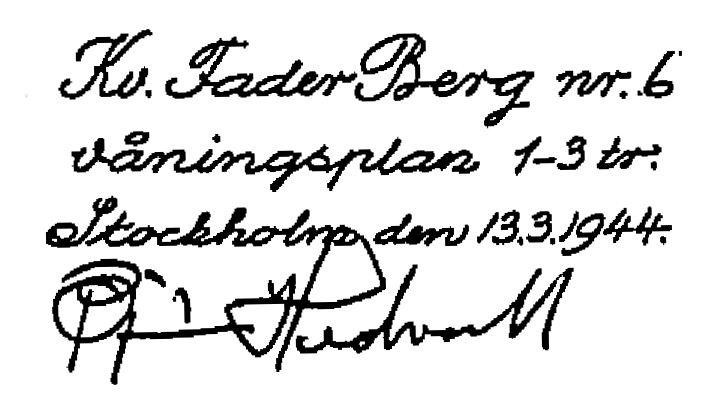
Hedvalls namnteckning 1944.

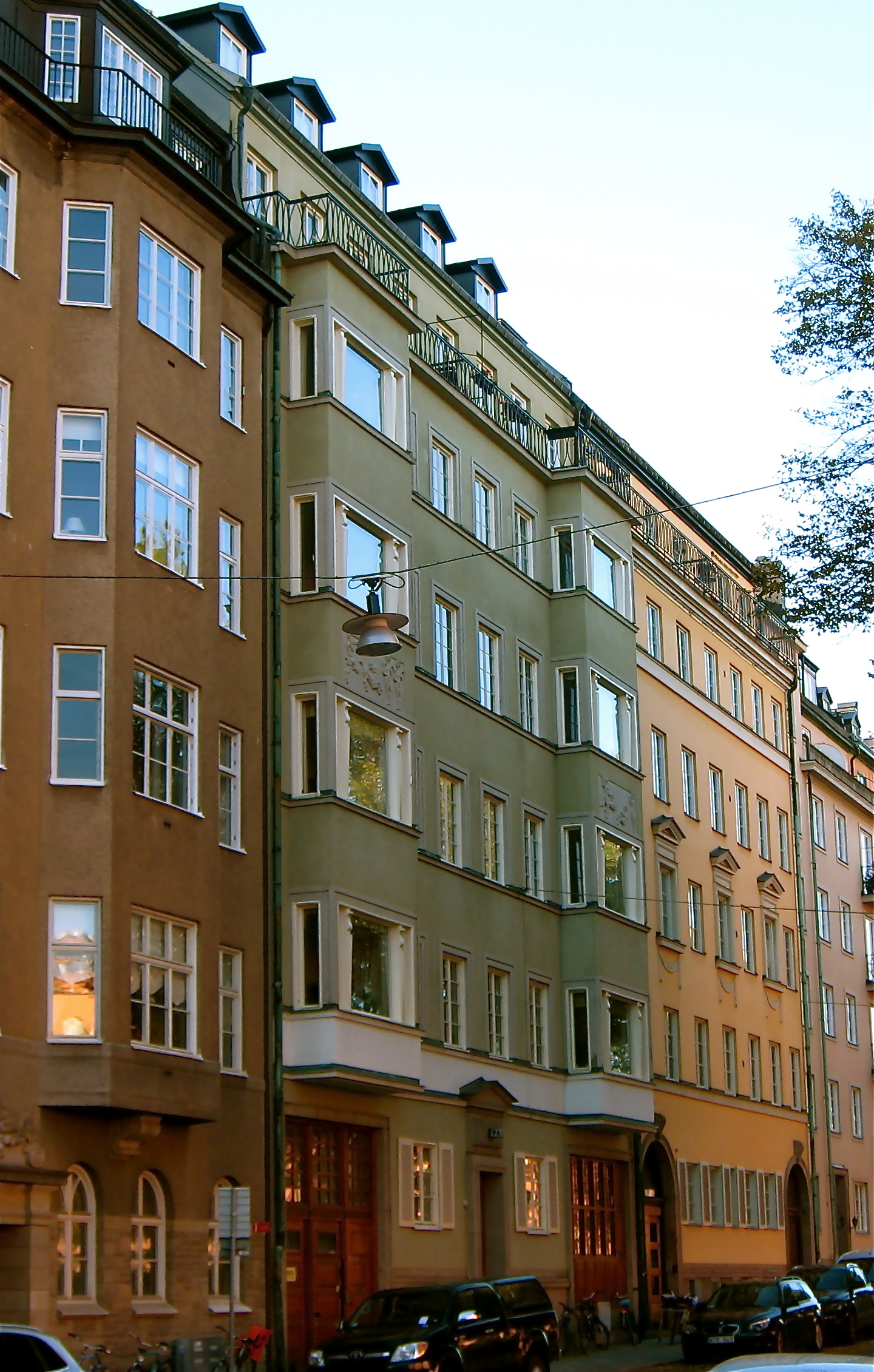
Linnégatan 96, Stockholm, uppfört i brytningstiden mellan tjugotalsklassicismen och den nya funktionalismen.

Hedvall var en mycket produktiv arkitekt och ritade i Stockholm över 270 byggnader; därtill kom ett stort antal hus i andra delar av Sverige. Redan på 1920-talet formgav han omkring 70 hus i Stockholms innerstad som präglades av 1920-talsklassicismens enkla putsade fasader, ofta med sexdelade fönster, lisener och arkadbågar i bottenvåningarna. Han själv menade 1975 i en intervju: "Ett hus ska vara renhårigt och enkelt, det är det viktigaste". Exempel härför finns  på Rörstrandsområdet, där Hedvall ibland bara gestaltade fasaderna som på fastigheten Fajansen 8, Drejargatan 1. Här finns ett tandsnitt längs långfasaden, en hörnbalkong med en snäckformad konsol och en gaveltrekant med ett stort blommönster i relief.
År 1926 ritade Björn Hedvall sin in egen villa på Hallingsbacken 5 i Ålsten i Bromma, villan gav han endast fönsteromfattningar och portal som dekor. Den kunde ha förenklats ytterligare, kommenterar han själv ett år efter uppförandet. Han strävade efter en enkel plan som gjorde bostaden lättskött och hembiträden överflödiga. På granntomten vid Hallingsbacken 3 byggde konstnären Einar Forseth sin villa 1925 och Hedvall förverkligade hans konstnärliga idéer.
I slutet av 1920-talet tog Hedvall intryck av den nya arkitektoniska stilen, funktionalismen. Hedvall vann 1928 en arkitekturtävling om ett nytt kontors- och läkarhus i korsningen Sturegatan/Humlegårdsgatan i centrala Stockholm. Hedvall gav kontorshuset i korsningen en mycket modern form med sammanhängande fönsterband och flexibla planlösningar. Läkarhuset, som har hela sin fasad mot Sturegatan, gav Hedvall samtidigt en klassicistisk form.
Den blandningen av stilar finns också i Hedvalls två hus på Norr Mälarstrand; nummer 20 uppfördes 1929 i funktionalistisk stil och grannhuset nummer 18 med klassiska former 1930. Under 1930-talet återanvände Hedvall ofta stildrag från 1920-talsarkitekturen i sin verk, troligen på grund av både uppdragsgivarnas önskemål och anpassning till omgivande hus.
Ett exempel är bostadshuset vid Norr Mälarstrand 56, som sträcker sin höga funktionalistiska gavel mot Riddarfjärden. Kännetecknande för huset är bland annat de stora fönstren mot vattnet som ger ljusa lägenheter och en vid panoramablick. I entréportalens gestaltning återvände Hedvall till klassicismens formspråk. Smidesgrinden är lekfull dekorerad med "Sankt Göran och draken", flankerad av två prinsessor.
Under 1930- och 40-talet deltog Hedvall i utformandet av de nya förorterna, bland annat med smalhus i Traneberg och Hammarbyhöjden, punkthus i Johanneshov och Hägerstensåsen, samt tjockhus i Hägersten. I Ekhagen ritade han både stadsplanen och bebyggelsen. Bland hans övriga verk från 30-talet finns villor i Södra Ängby, bland annat den 485 kvadratmeter stora villan Ängbyhöjden 32 som ställdes ut på Nordisk byggdag i Oslo 1938.
Under andra världskriget planerades och bebyggdes Klubbacken i Hägersten, där Hedvall stod för stadsplanen och ett 30-tal byggnader längs Klubbacken och Brådstupsvägen. På 1950- och 1960-talet ritade han bland annat industribyggnader i Ulvsunda, skolor och Ängbykyrkan.

### Bilder, byggnader i urval

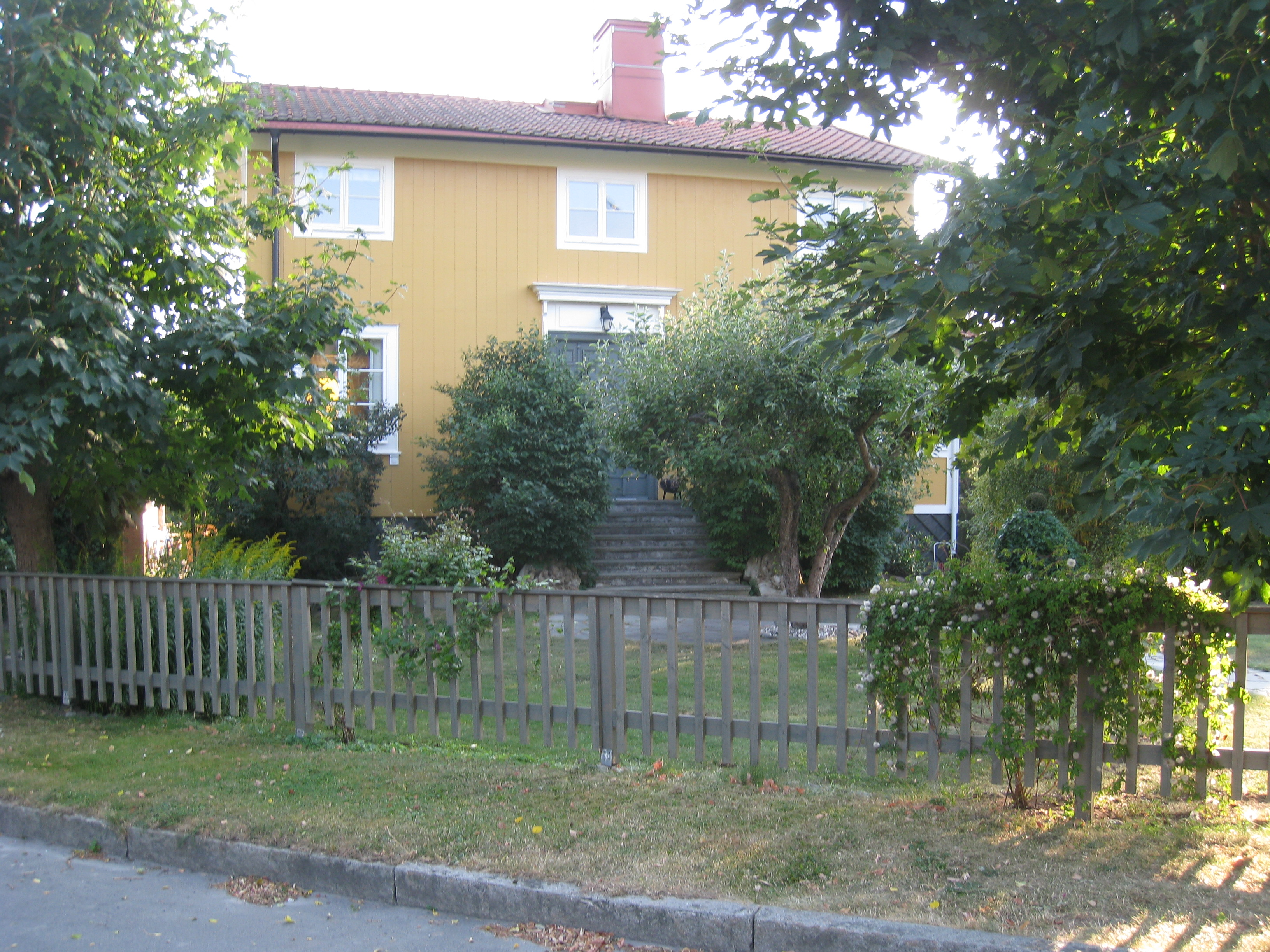
Villa Björn Hedvall, Hallingsbacken 5 i Ålsten, Bromma, 1926
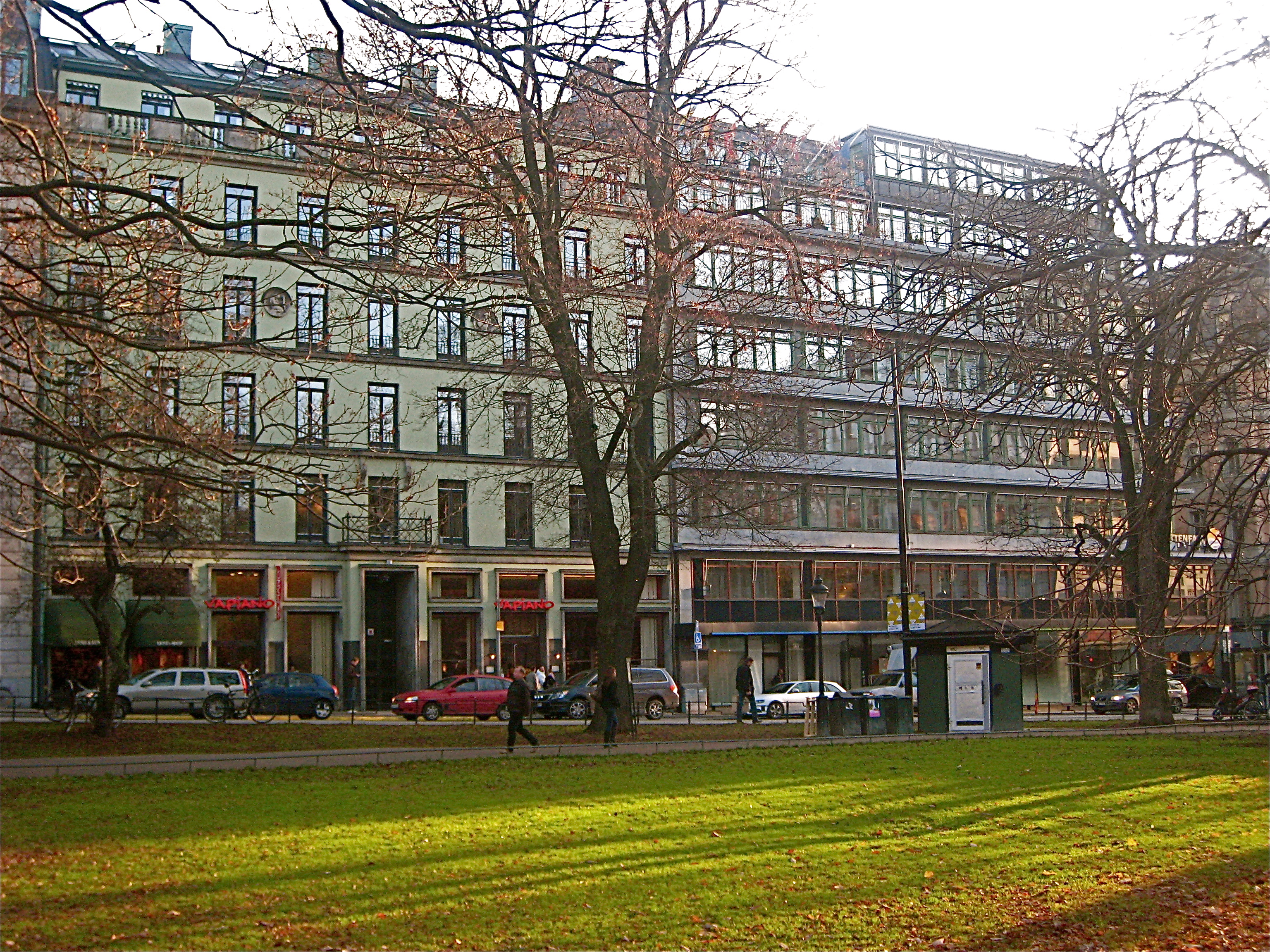
Läkarhus (vänster) och kontorshus/hotell (höger) på Sturegatan, Stockholm, från 1928-30
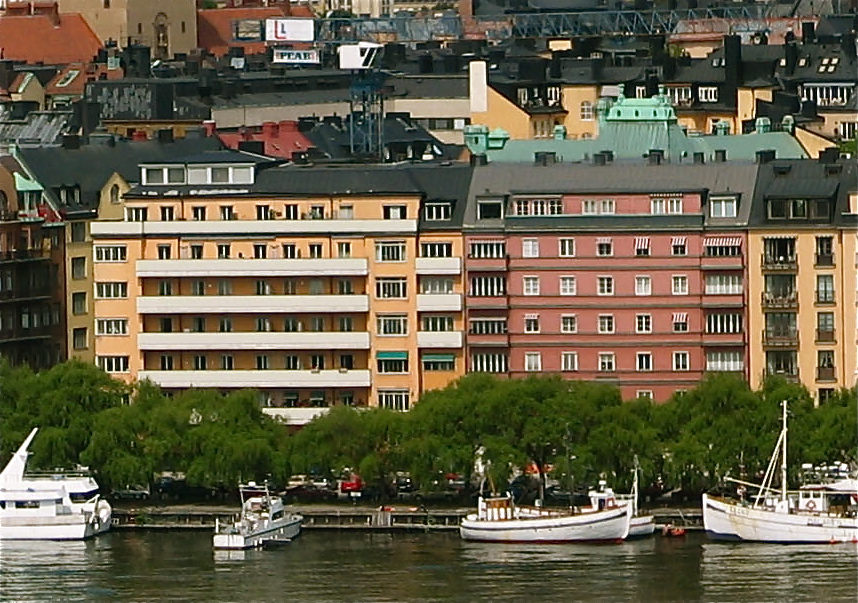
Norr Mälarstrand, Stockholm, nummer 18 (höger) från 1930, och nummer 20 (vänster) från 1929
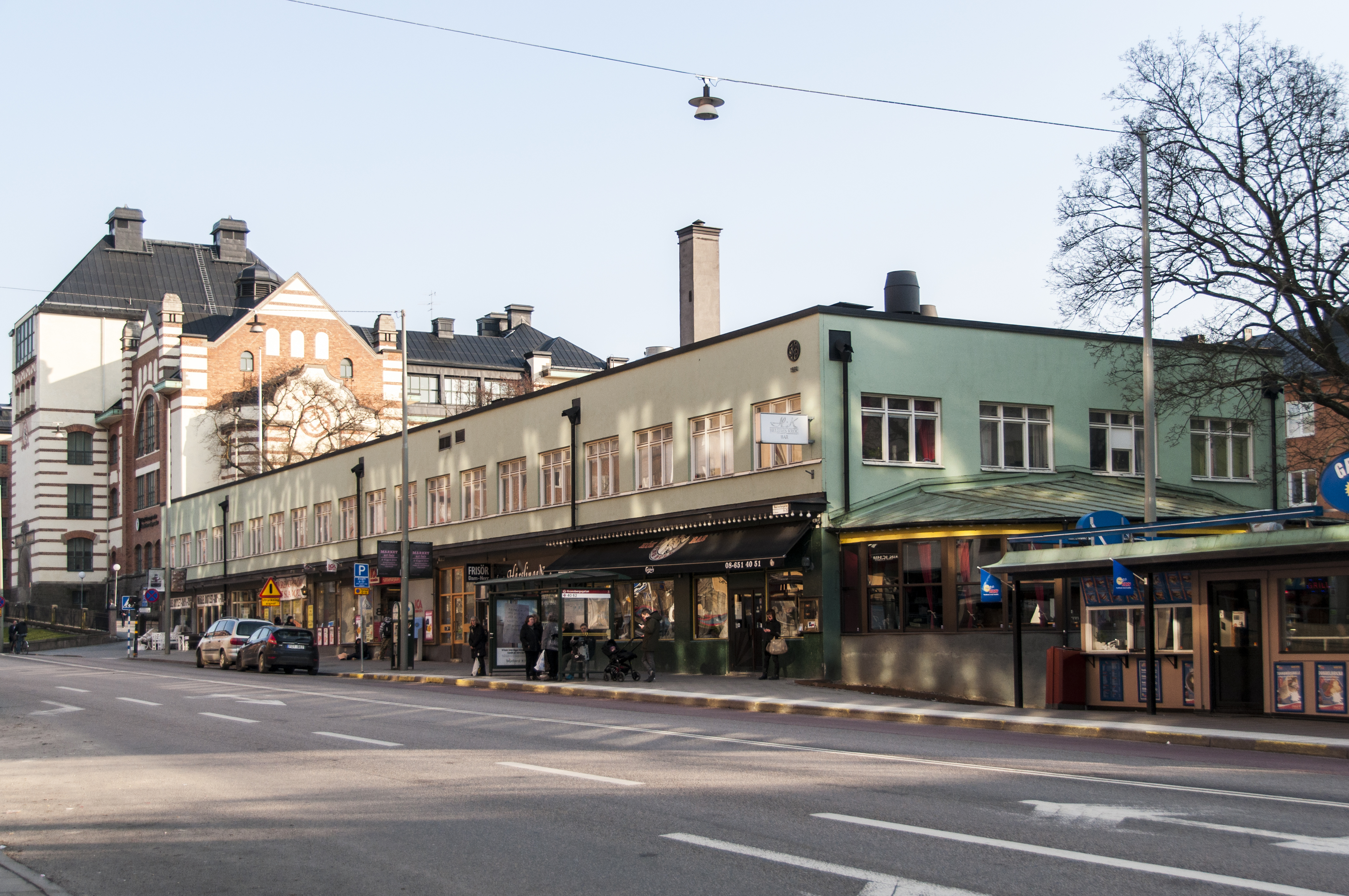
Basaren på Kungsholmen, Hantverkargatan 71-73, 1931–1934, rivet 2016
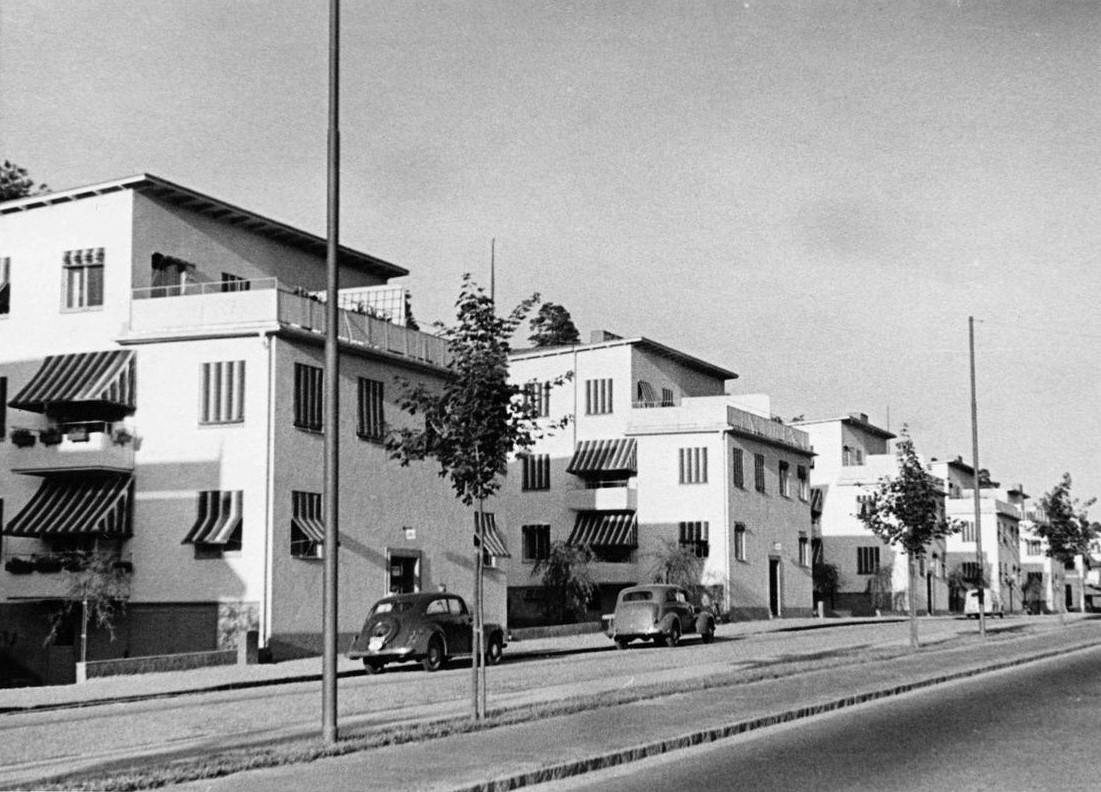
Drottningholmsvägen, Bromma, kv. Sunnanskog 8-12, byggår 1938
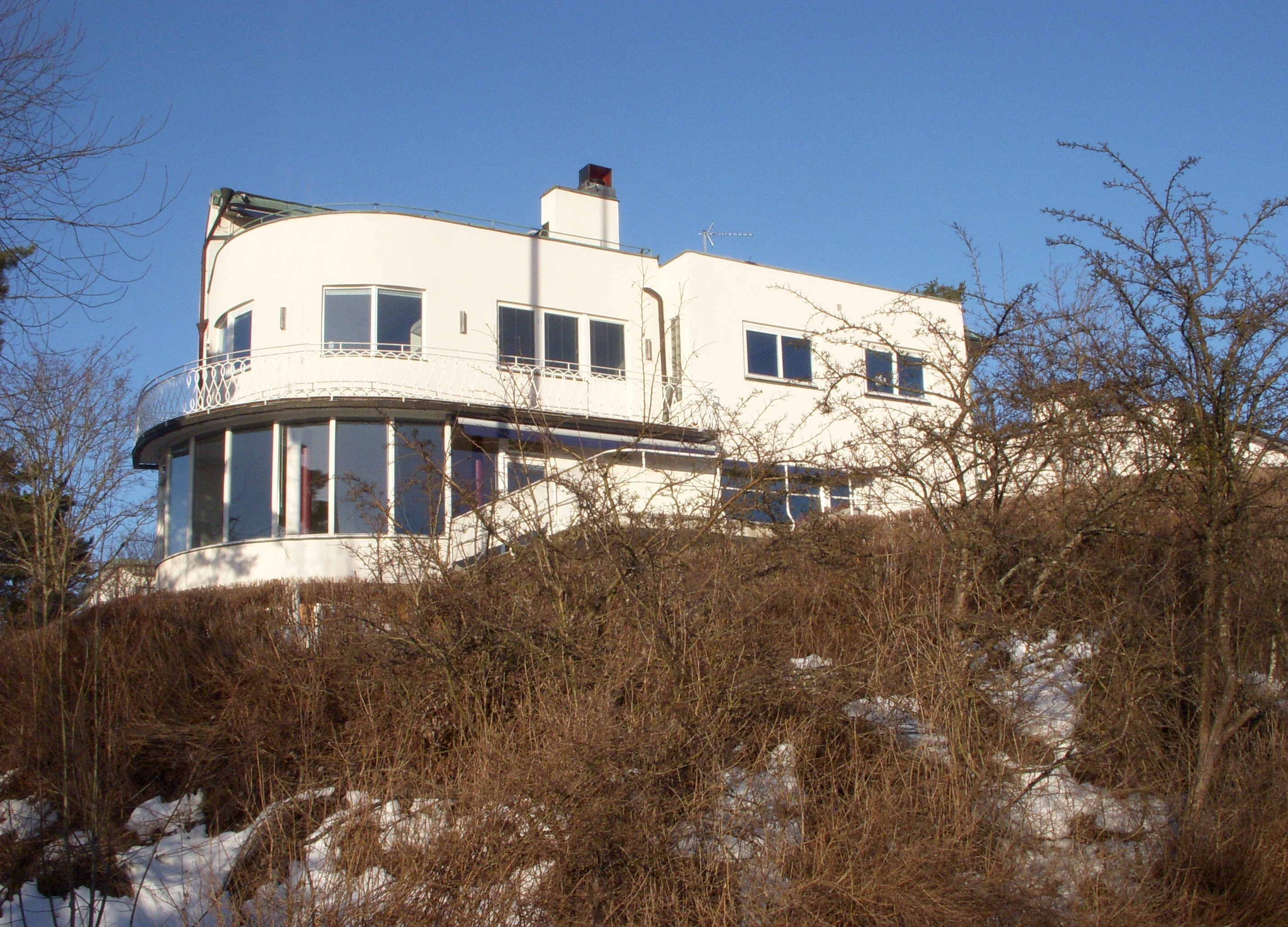
Ängbyhöjden 32, Södra Ängby, Stockholm, 1938
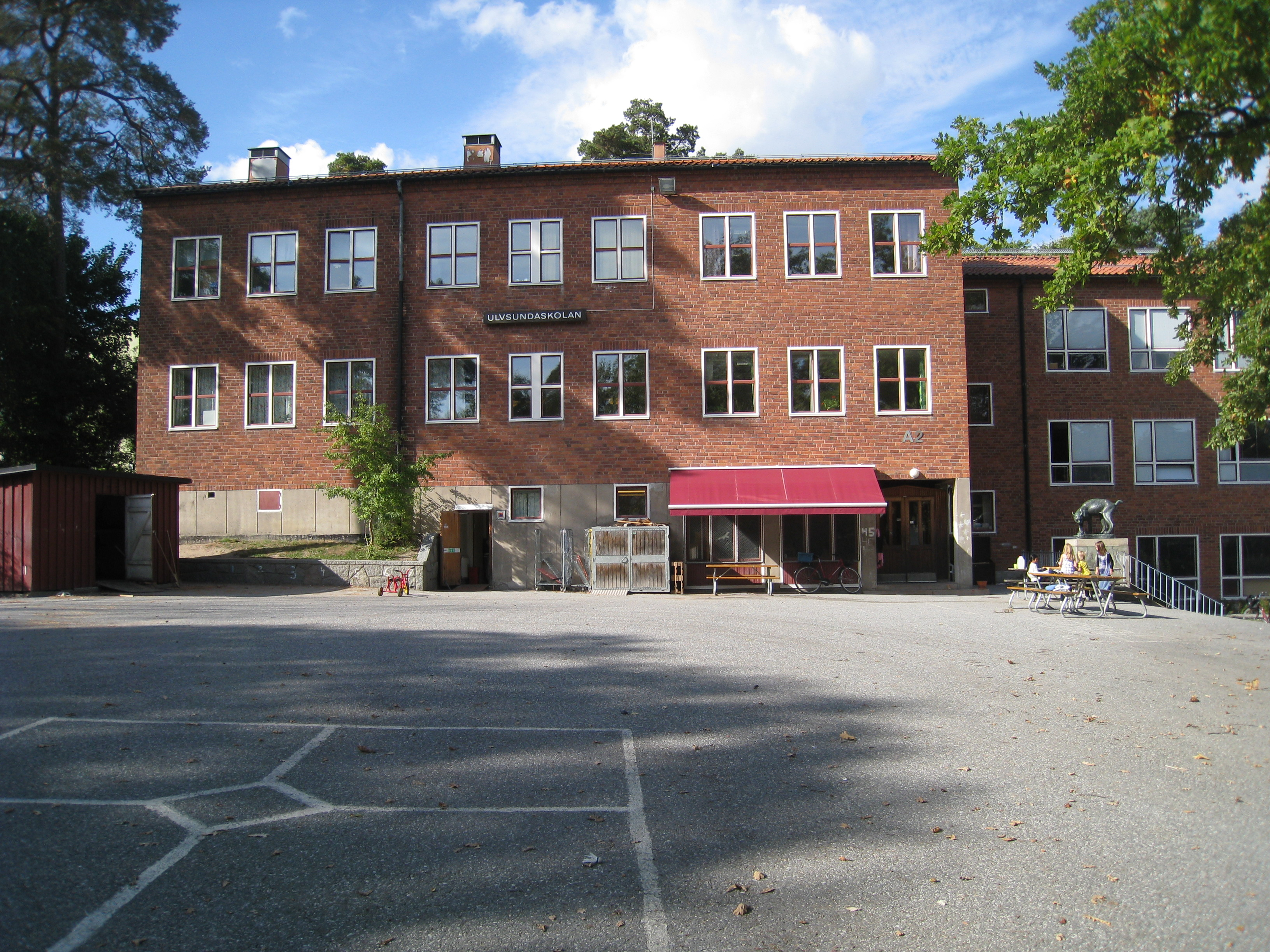
Ulvsundaskolan, Johannesfredsvägen 45, Bromma, 1948
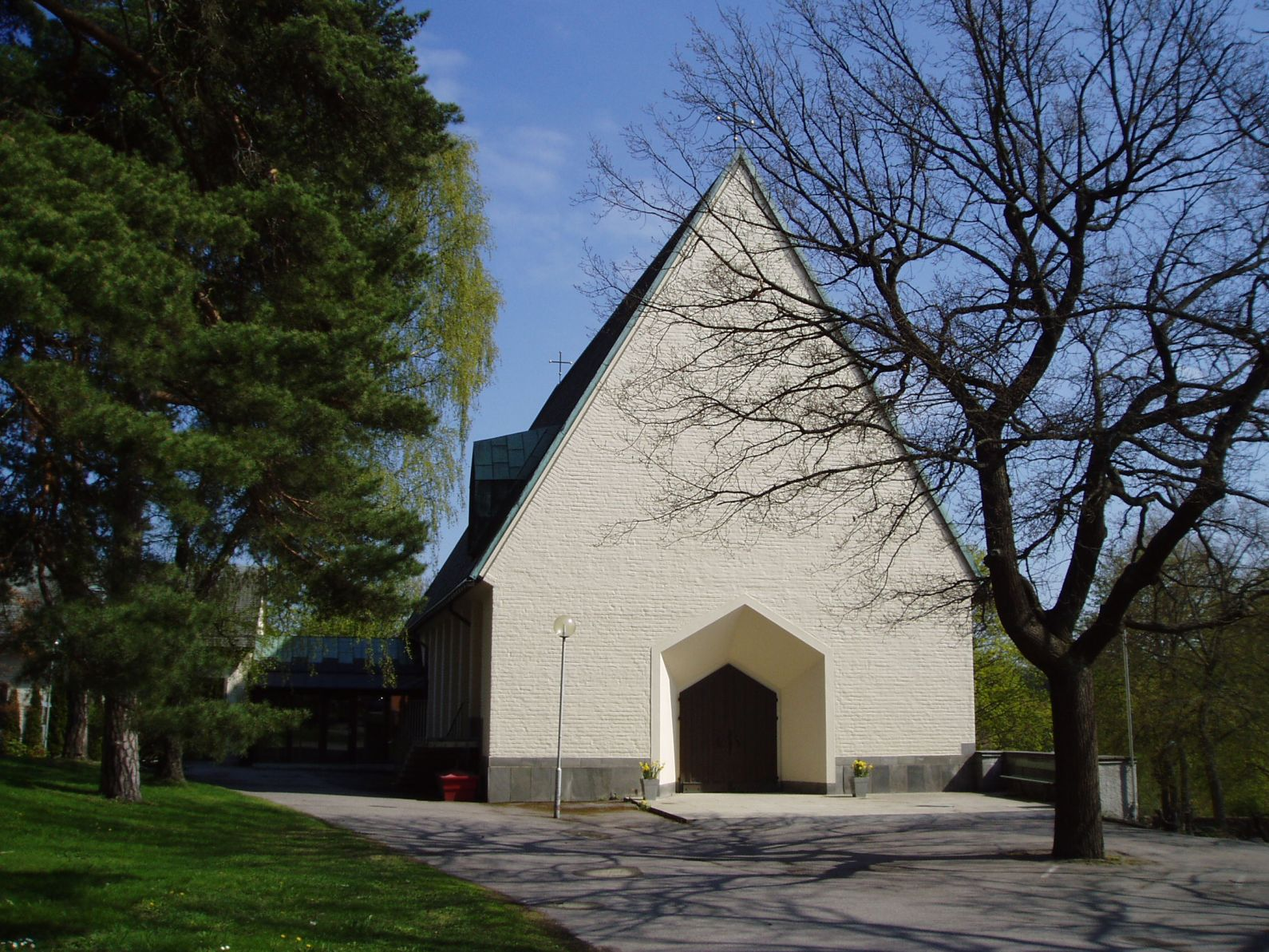
Ängby kyrka, Södra Ängby, Bromma, 1959

## Verk i urval (samtliga exempel från Stockholmsområdet)
I kronologisk ordning.

- Högalidsgatan 50, bostadshus 1926
- Rörstrandsgatan 19, bostadshus 1926
- Norrbackagatan 24, bostadshus 1926
- Drejargatan 1, bostadshus (fasad) 1926
- Östermalmstorg 4, bostadshus 1927
- Hantverkargatan 7–9, bostadshus 1928
- Hantverkargatan 62, bostadshus 1928
- Norr Mälarstrand 8, 18, 20 och 56 bostadshus 1928–1931
- Eden Hotel, Sturegatan 10–12, 1928–1930
- Norrtullsgatan 61, bostadshus, 1929
- Bergsunds Strand 27 och 29, bostadshus 1930
- Basaren, Hantverkargatan, kontors- och butikshus 1931–1934, rivet 2016
- Hornblåsaren 15, Ulrikagatan 11, bostadshus 1930-1931
- Ehrensvärdsgatan 5, bostadshus 1931
- Konstnärsbaren (inredning), 1931
- Arsenalspalatset, Arsenalsg 4, 1933
- John Ericssonsgatan 12, kollektivhus, 1934
- Polhemsgatan 15-17, bostadshus 1935
- Ekhagen på Norra Djurgården, stadsplan och en del hus, 1935–1938
- Folkungagatan 114 och 116, bostadshus 1938
- Ängbyhöjden 32 / Molinvägen 5, Södra Ängby, 1938
- Ulvsundaskolan, Johannesfredsvägen 45, Bromma, 1948
- Ängby kyrka, 1959 (med glasmålningar av systerdottern Randi Fisher).
- S:t Göransgatan 64 (kvarteret Grinden 2), bostadshus 1942[11]
- Klubbacken, stadsplan 1936 och 24 bostadshus mellan 1942 och 1945
- Östrandsvägen 68–80, Enskede, bostadshus 1950

## Biografarkitekten
Hedvall ritade många biografer, både på landsorten och i Stockholm. Han kallade sig själv "biografspecialist" och gestaltade ett 20-tal biografer i Stockholm under 1930- och 1940-talen. Bland annat ritade han:

- Metropol-Palais (1927)
- Ugglan (1927)
- Plaza (1931)
- Paraden (1932)
- Grand (1933)
- Carlton, ombyggnad (1934)
- Alcazar (1935)
- Royal (1935)
- Pelikan (1938)
- Essinge-Bio (1938)
- Park-teatern (1941)

### Bilder, biografer i urval

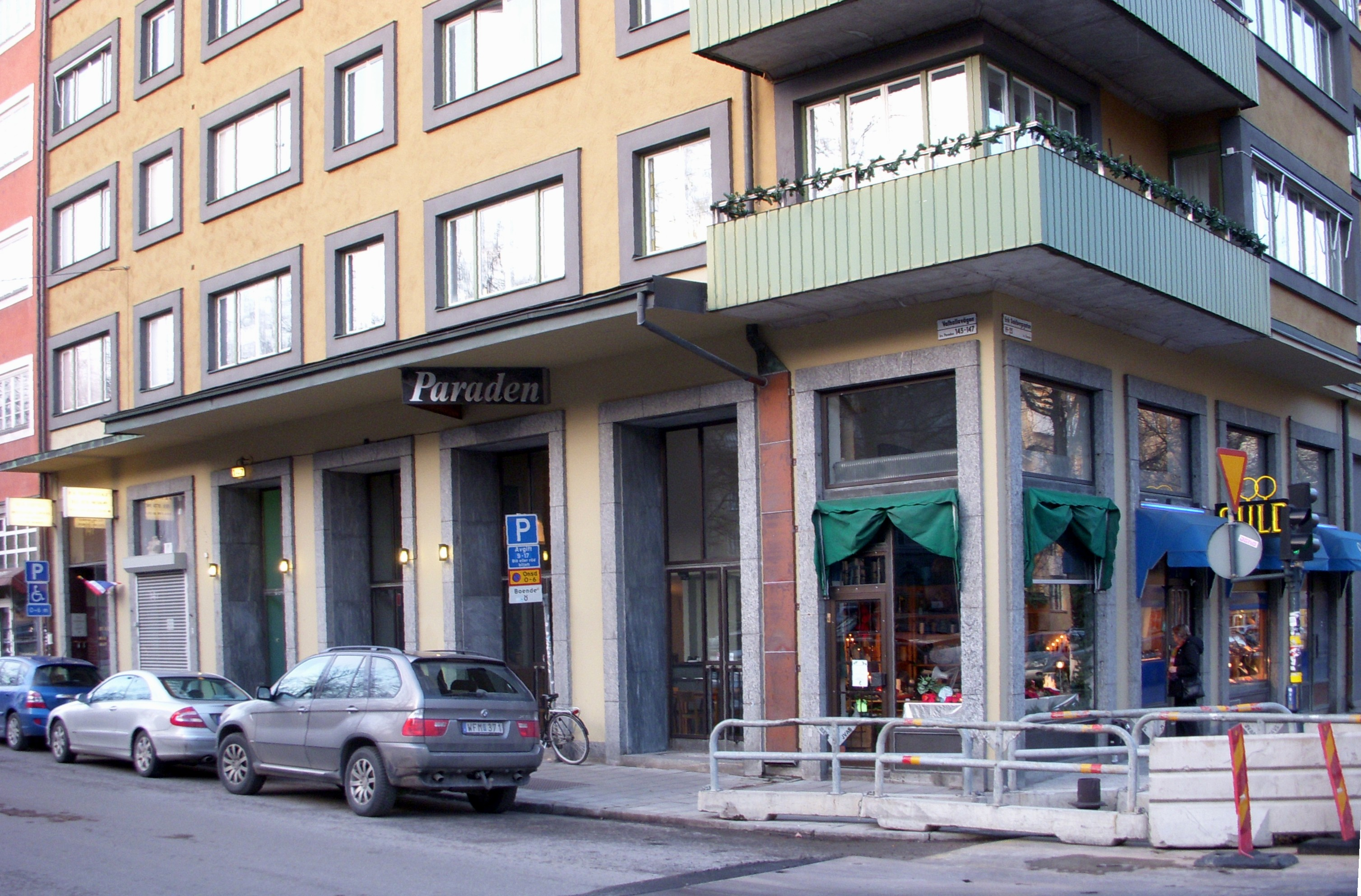
Paraden, Stockholm, 1932
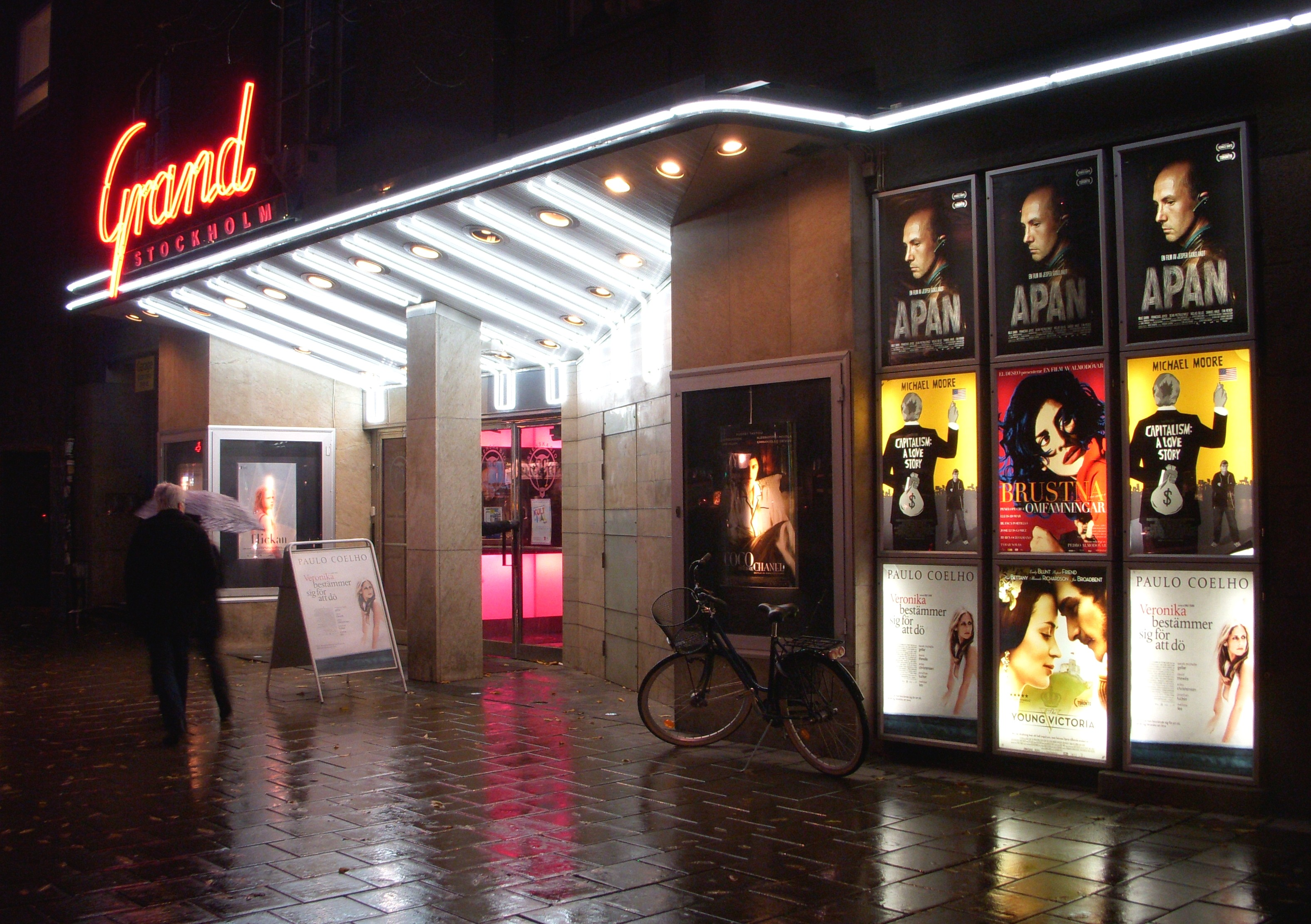
Grand, Stockholm, 1933
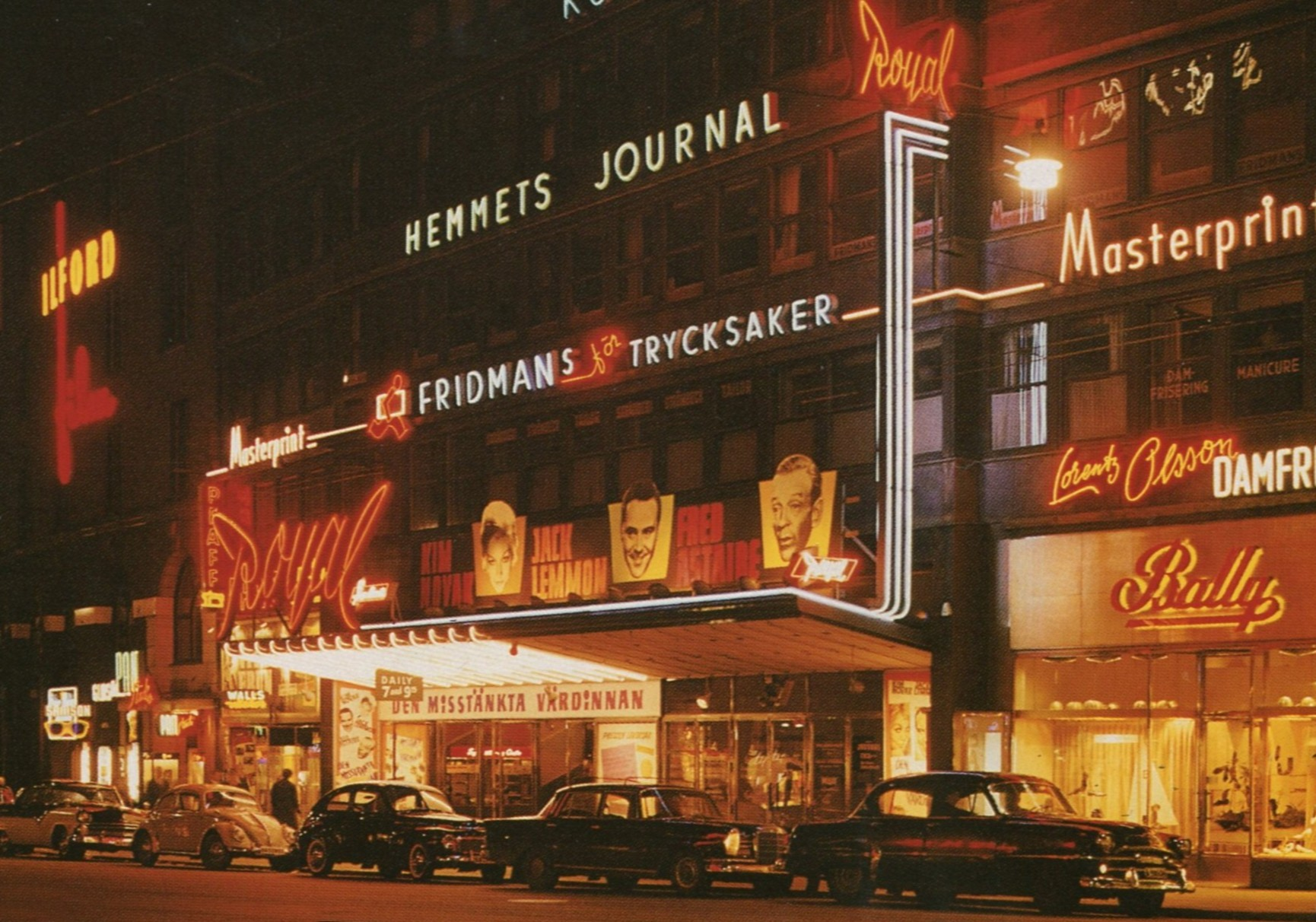
Royal, Stockholm, 1936
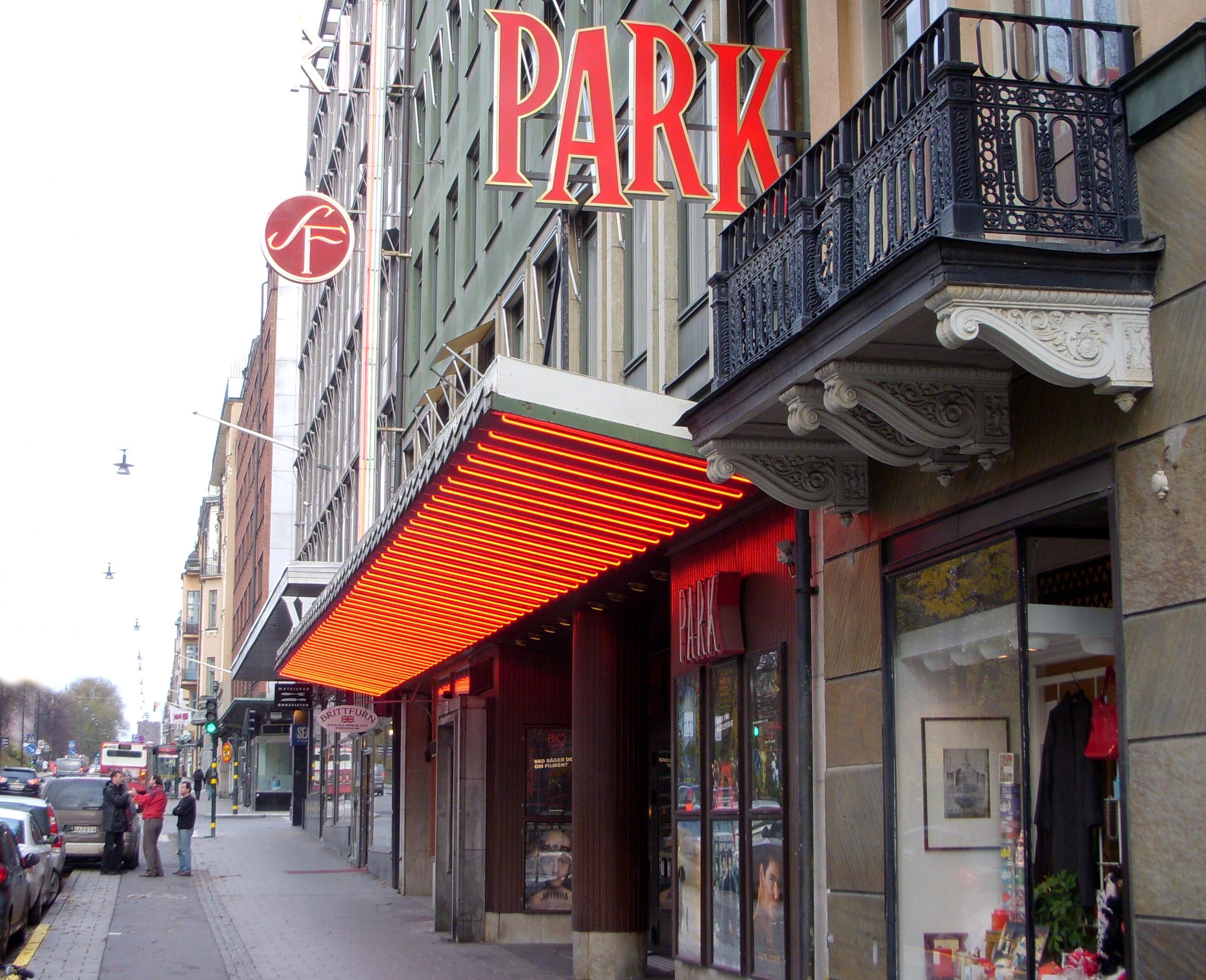
Park-teatern, Stockholm, 1941

### Noter

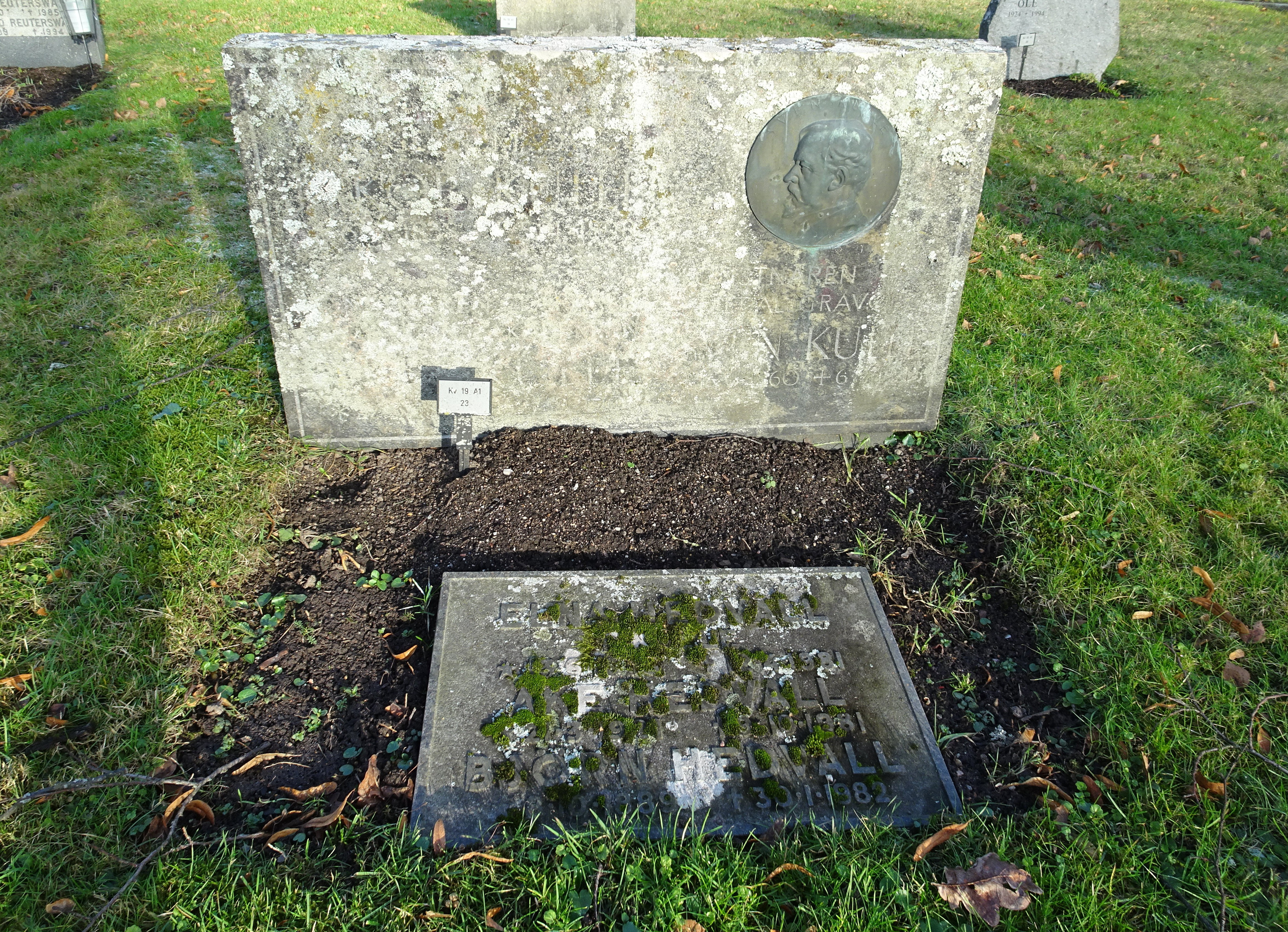
Björn och Elna Hedvalls gravvård på Norra begravningsplatsen.